# Querida enemiga
Querida enemiga (no Brasil: Querida Inimiga) é uma telenovela mexicana produzida por Lucero Suárez para a Televisa e exibida pelo Canal de las Estrellas entre 12 de maio e 10 de outubro de 2008, substituindo Palabra de mujer e sendo substituída por En nombre del amor.
A trama é protagonizada por Ana Layevska, Gabriel Soto e Jorge Aravena; antagonizada por Carmen Becerra, Mike Biaggio, Marco Méndez, Alexandra Graña e Mauricio Aspe; Com atuações estelares de Sharis Cid, Luz Elena González, Luz María Jérez e Luis Xavier e os primeiros atores María Rubio, Socorro Bonilla e Alfonso Iturralde.

## Enredo
Lorena e Sara foram colocadas juntas em um orfanato e, apesar de terem personalidades diferentes, elas amavam uma a outra como irmãs. Lorena sonha ter sua própria família e gosta de cozinhar, enquanto Sara é mais materialista, ela sempre odiou a miséria do orfanato, tendo mais ambições do que valores. Lorena tem seu maior desejo de se tornar uma chefe, e ao completar 18 anos, ela diz adeus às freiras que cuidaram dela no orfanato e vai estudar culinária na Cidade do México.
Nesse mesmo dia, a Madre Superiora descobre que Sara tinha roubado algum dinheiro dos fundos do orfanato. No entanto, logo depois que ela confronta Sara, ela sofre um ataque cardíaco e acaba morrendo. Então, para evitar ser apanhada por outra, Sara foge com seu amante e cúmplice Lalo, que também é o entregador e o motorista do orfanato. Mas antes que ela sai, ela vê e rouba dois arquivos (dela e de Lorena) que continham informações sobre a origem de cada criança.
Quando ela finalmente lê, ela descobre que ela foi encontrada no lixo, enquanto Lorena foi abandonada no orfanato sem explicação de sua avó, Hortência Armendariz, que é uma das mulheres mais ricas do México. O primeiro impulso de Sara é encontrar Lorena, e ajudá-la a enfrentar a sua avó e procurar os seus direitos, mas depois ela reconsidera, e escolhe a opção de usurpar o lugar de Lorena no restaurante de Hortência. Acreditando que ela nunca ira ver Lorena novamente, Sara acredita que seus planos são infalíveis.
Totalmente desconhecida, Lorena encontra trabalho como ajudante de cozinheira na própria empresa da sua avó, uma senhora que é implacável na sua área de trabalho e exige perfeição de todos os seus trabalhadores. No primeiro dia na cidade grande, Lorena conhece um jovem médico chamado Alonso, que se apaixona por ela à primeira vista, e rapidamente se tornam namorados. Alguns dias mais tarde, Sara tem um inesperado reencontro com Lorena na empresa, sua presença constante a deixa furiosa já que considera o fato, de que se Lorena viesse saber a verdade do seu passado ela poderia querer recuperar o que é verdadeiramente seu, e Sara seria pobre mais uma vez.
Então, Sara tem em mente que está progressivamente subjugada por um desejo de ter tudo de Lorena, incluindo Alonso, e quer livrar-se dela de uma vez por todas. Quando Lorena descobre que Sara foi abandonada por sua avó, ela chora pela sua amiga e está cheia de desprezo por Hortência. Entretanto, Hortência usa todos os seus recursos para evitar enfrentar a dor que ela tem causado a todos ao seu redor. Eventualmente, ela conseguiu tirar tudo o que pertence a Lorena, a sua vida, seu amor, seus pais, mas a farsa dura pouco tempo. Ao ser descoberta, Sara perde tudo que não é seu, depois que Lorena descobre sua origem graças a Alonso.
Quando Lorena descobre as intrigas de Sara, ela percebe que não a considerava como irmã e sim como inimiga. No meio de seu sofrimento, Lorena tem uma nova esperança nas mãos de quem menos ela poderia esperar: Ernesto, um homem que parecia ser ao contrário de tudo o que ela é. Ela nunca sonhou que eles teriam algo especial, mas Ernesto conseguiu convencê-la de outra forma. Lentamente, ele reconstrói o coração partido de Lorena, curando-o com seu amor por ela e mostrando-lhe amar e confiar em outra pessoa novamente.
Algum tempo depois, Sara está namorando o milionário Davi Cuenca, a quem pretende assassinar. Depois de várias tentativas falhas que Ernesto tentou avisar Davi sobre as intenções de Sara, Esta tenta matá-lo com uma garrafa de vinho envenenada, porém Davi acaba tendo uma morte natural em sua cama.
Bruno quer começar a dominar Sara, que decide matá-lo envenenado com a garrafa de vinho que não pode usar contra Davi. Bruno, agonizando, confessa tudo a Alonso antes de morrer, e assim atrapalha as armadilhas de Sara, que acaba na prisão, de onde fugiu depois de matar duas carcereiras. Quando Sara rapta uma mulher com seu carro e tenta assassinar Lorena, Ernesto a salva na última hora.
Sara novamente tenta assassinar Lorena na clínica onde Alonso trabalha, mas Valéria a impede. Sara finalmente acaba sendo capturada por um grupo de policiais. Já na prisão, surge a mulher que fez a vida de Sara miserável: sua mãe, que a abandonou no lixo, após a Sara deduzir que aquela mulher é sua mãe, ela fica furiosa e coloca sua mãe na parede, a enforcando dizendo que ela olhasse para ela, já que ela não estava reconhecendo Sara, pois a abandonou ainda bebê. Sara tentou matar 4 pessoas e sua mãe. Mas ela conseguiu matar seu comparsa Lalo, Bruno e duas policiais. Assim, Sara termina seus dias sozinha em uma cela de segurança máxima.

## Elenco
| Ator/Atriz                   | Personagem                                                             |
| ---------------------------- | ---------------------------------------------------------------------- |
| Ana Layevska                 | Lorena de la Cruz / Lorena Armendariz Ruiz                             |
| Carmen Becerra               | Sara de la Cruz / Sara Armendariz Ruiz / Sara de la Cruz de Cuenca     |
| Gabriel Soto                 | Alonso Ugarte Solano                                                   |
| Jorge Aravena                | Ernesto Mendiola Chávez                                                |
| María Rubio                  | Hortênsia Vallejo de Armendariz                                        |
| Mike Biaggio                 | Gonçalo "Lalo" Carrasco                                                |
| Luz María Jerez              | Bárbara Amescua de Armendariz                                          |
| Mauricio Aspe                | Artur Sabogal Huerta                                                   |
| Socorro Bonilla              | Zulema Ruiz de Armendariz                                              |
| Alfonso Iturralde            | Omar Armendariz Vallejo                                                |
| Luis Xavier                  | Jaime Armendariz Vallejo                                               |
| Luz Elena González           | Diana Ruiz / Diana Ruiz de Palma                                       |
| Jesús Zavala                 | Iván Liñán Mendiola                                                    |
| Danna Paola                  | Bettina Aguiar Ugarte                                                  |
| Bibelot Mansur               | Rosalina "Rose" Lopes Martínez                                         |
| José Carlos Femat            | Juliano Ruiz                                                           |
| Marco Méndez                 | Dr. Bruno Palma Infante                                                |
| Patricia Martínez            | Maria Eugênia Martínez de Lopes                                        |
| José Manuel Lechuga          | Vasco Armendariz Amescua                                               |
| Andrés Torres Romo           | Alex Liñán Mendiola                                                    |
| Karol Sevilla                | Gina Liñán Mendiola                                                    |
| Abraham Stavans              | Santiago Arredondo                                                     |
| Héctor Ortega                | Toríbio Ugarte                                                         |
| Eduardo Rivera               | Dário Aguilar                                                          |
| Sharis Cid                   | Paula Ugarte                                                           |
| Mario Casillas               | Alan Zimmerman                                                         |
| Zully Keith                  | Catalina Huerta de Sabogal                                             |
| Adanely Núñez                | Dra. Valéria de Sabogal                                                |
| Alexandra Graña              | Jacqueline Hernández / Jacqueline Hernández de Aguilar                 |
| Polly                        | Fanny                                                                  |
| Dalilah Polanco              | Greta                                                                  |
| Abril Campillo               | Dra. Noemi Serrano                                                     |
| Malillany Marín              | Vanessa                                                                |
| Maribel Fernández            | Olga de la Cruz                                                        |
| Priscila Avellaneda          | Patrícia "Paty"                                                        |
| Nuria Bages                  | Madre Assunção                                                         |
| Dobrina Cristeva             | Sílvia Mendiola Chávez                                                 |
| María Alicia Delgado         | Madre Trinidade                                                        |
| Mercedes Vaughan             | Madre Carmelita                                                        |
| Sergio Ochoa                 | Dr. Joel Alcântara                                                     |
| Jorge Ortín                  | Raimundo Gaitán                                                        |
| Mariana Ávila                | Mônica Gaitán                                                          |
| Kippy Casado                 | Alma Zimmerman                                                         |
| Marisol Santacruz            | Candelária                                                             |
| Juan Peláez                  | Fernando Rafael Davi III Cuenca e Espinosa dos Monteiros "Davi Cuenca" |
| Germano Gallardo             | Chefe Gonçalo                                                          |
| Eugenio Bartilotti           | Xavier "Javivi"                                                        |
| Lina Santos                  | Helena                                                                 |
| Jorge Trejo                  | Jorge                                                                  |
| Jaime Lozano                 | Rogério                                                                |
| Sylvia Suárez                | Amália                                                                 |
| Paola Flores                 | Joaquina                                                               |
| Mario Zulayca                | Felipe                                                                 |
| René Mussi                   | Lucas                                                                  |
| Natalia Juárez               | Florência Estrada                                                      |
| Rosita Pelayo                | Margarida                                                              |
| Pablo Cruz Guerrero          | Victor                                                                 |
| Julian Sedgwick              | Sr. Jones                                                              |
| Anel                         | Yolanda                                                                |
| Raquel Pankowsky             | Clara                                                                  |
| Elizabeth Aguilar            | Professora Rodrigues                                                   |
| Óscar Ferretti               | Arnaldo                                                                |
| Octávio Acosta               | Gaspar                                                                 |
| Melina Dionyssiou            | Sandra Penhalver                                                       |
| Ingrid Martz                 | Apresentadora                                                          |
| Juan Ignacio Aranda          | Advogado                                                               |
| Rafael Perrín                | Advogado                                                               |
| Mariana Karr                 | Embaixadora da Nova Zelândia                                           |
| Ricardo Vera                 | Empresário                                                             |
| Ana Patricia Rojo            | Ela mesma                                                              |
| Arturo Carmona               | Ele mesmo                                                              |
| Alfredo Oropeza              | Ele mesmo                                                              |
| Enrique Bermúdez de la Serna | Ele mesmo                                                              |

## Exibição no Brasil
Foi exibida pelo SBT entre 16 de novembro de 2016 e 31 de março de 2017, em 98 capítulos, substituindo Mar de Amor ás 17h30 e sem substituta. A partir do dia 16 de janeiro de 2017, a trama passou a ser exibida em novo horário e assumiu a faixa de Lágrimas de Amor.

## Audiência

### No México
Teve média geral de 15,7 pontos.

### No Brasil
O primeiro capítulo em sua exibição no SBT teve média de 6,1 pontos.
A maior audiência foi de 7 pontos no segundo capítulo. Não conseguiu manter os índices de sua antecessora Mar de Amor e se tornou um fracasso para o horário, chegando a marcar médias de apenas 4 e 5 pontos durante o período de fim e início de ano, considerado um índice muito baixo.
No dia 16 de janeiro de 2017, foi impulsionada pelo último capítulo de A Usurpadora e exibida em novo horário, alcançou 6,5 (7) pontos, a partir daí se manteve estável com médias em torno de 6 pontos, audiência considerada razoável para o horário.
Em 31 de janeiro de 2017, a trama novamente alcançou média de 6,5 (7) pontos.
Sua maior audiência foi na última semana, com 8 pontos. Teve média geral de 6 pontos.
Dyego Terra, do Sobre TV apontou o SBT como o culpado da baixa audiência: "'Querida Inimiga', (...) apesar de ser inédita, não está em HD, e o público automaticamente pensa que é reprise, além de não conseguir relacioná-la com a anterior, já que não mantém o mesmo perfil da antecessora que é mais leve e praiana."

## Produção
- História original: Pablo Serra, Érika Johanson
- Adaptação: Carmen Sepúlveda, Edwin Valencia, Lucero Suárez
- Edição literária: Mario Iván Sánchez Camacho
- Cenário: Rocío Vélez
- Ambiente: Esperanza Rendón
- Direção de arte: Sandra Cortés
- Desenho de vestuário: Almudena Suárez Peñalva, Cintia Gil Beltrán
- Desenho de imagem: Karina Romero, Carlos Juárez Aguilar
- Tema musical: Te ha robado
- Autores: Mauricio L. Arriaga, J. Eduardo Murguía
- Intérprete: Manuel Mijares
- Música incidental: Adrián Bac, Guillermo Alzúa, Julio César Blanco
- Musicalizador: Jesús Blanco
- Edição: Omar Blanco, Mauricio Cortés
- Chefes de produção: Héctor Noceda Trejo, Tonatiuh Reyes Correa, Alberto Ruiz Roig
- Produtor associado: Ángel Villaverde Bolaños
- Direção de câmeras em localização: Jorge Miguel Valdés, Gilberto Macín
- Direção de cenas em localização: Claudia Elisa Aguilar
- Direção de câmeras: Víctor Soto
- Direção de cenas: Gastón Tuset
- Produtora executiva: Lucero Suárez

## Prêmios e indicações

### PremioTvyNovelas 2009
| Categoria               | Indicados     | Resultados |
| ----------------------- | ------------- | ---------- |
| Melhor Telenovela       | Lucero Suárez | Indicado   |
| Melhor Atuação Infantil | Danna Paola   | Indicado   |

### Prêmio ACE 2009
| Categoria                  | Indicados           | Resultados |
| -------------------------- | ------------------- | ---------- |
| Melhor Atriz Protagonista  | Ana Layevska        | Indicado   |
| Melhor Ator Protagonista   | Gabriel Soto        | Indicado   |
| Melhor Atriz Antagonista   | Carmen Becerra      | Venceu     |
| Melhor Co-Atuação Feminina | María Rubio         | Venceu     |
| Melhor Ator Revelação      | José Manuel Lechuga | Indicado   |

## DVD
Em 10 de novembro de 2009, o grupo Televisa lançou através da Vivendi Entertainment a novela em DVD na região com o código 1. Esta esta versão em mídia contém a telenovela reduzida para 700 minutos distribuídos em 3 discos.

## Versões
- Na Grécia, o canal Mega Channel comprou os direitos para realizar sua própria versão, chamada Η ζωή της άλλης (em português: A Vida de Outra). Foi transmitida por três temporadas, entre 2009 e 2013.